# Moroka River
Moroka River är ett vattendrag i Australien. Det ligger i delstaten Victoria, omkring 180 kilometer öster om delstatshuvudstaden Melbourne.
I omgivningarna runt Moroka River växer i huvudsak städsegrön lövskog. Runt Moroka River är det mycket glesbefolkat, med 2 invånare per kvadratkilometer. Genomsnittlig årsnederbörd är 1 506 millimeter. Den regnigaste månaden är juni, med i genomsnitt 191 mm nederbörd, och den torraste är januari, med 66 mm nederbörd.